# La Forêt de Soignes avec lisières et domaines boisés avoisinants et la Vallée de la Woluwe - complexe Forêt de Soignes - Vallée de la Woluwe
La Forêt de Soignes avec lisières et domaines boisés avoisinants et la Vallée de la Woluwe - complexe Forêt de Soignes - Vallée de la Woluwe este o arie protejată (arie specială de conservare — SAC, sit de importanță comunitară — SCI) din Belgia întinsă pe o suprafață de 2.066 ha, integral pe uscat.

## Localizare
Centrul sitului La Forêt de Soignes avec lisières et domaines boisés avoisinants et la Vallée de la Woluwe - complexe Forêt de Soignes - Vallée de la Woluwe este situat la coordonatele 50°47′00″N 4°25′50″E / 50.7833°N 4.4306°E.

## Înființare
Situl La Forêt de Soignes avec lisières et domaines boisés avoisinants et la Vallée de la Woluwe - complexe Forêt de Soignes - Vallée de la Woluwe a fost declarat sit de importanță comunitară în aprilie 1996 pentru a proteja 8 specii de animale. Situl a fost protejat și ca arie specială de conservare în aprilie 2016.

## Biodiversitate
Situată în ecoregiunea atlantică, aria protejată conține 11 habitate naturale: Lacuri eutrofice naturale cu vegetație de tip Magnopotamion sau Hydrocharition, Pajiști uscate europene, Liziere de ierburi înalte hidrofile de câmpie și de nivel montan până la alpin, Fânețe de joasă altitudine (Alopecurus pratensis, Sanguisorba officinalis), Izvoare petrifiante cu formare de travertin (Cratoneurion), Păduri de fag acidofile atlantice, cu subarboret de Ilex și, uneori, de asemenea, Taxus, la nivelul arbuștilor (Quercion robori-petraeae sau Ilici-Fagenion), Păduri de fag Asperulo-Fagetum, Păduri de fag din Europa Centrală dezvoltate pe sol calcaros cu Cephalanthero-Fagion, Păduri de stejar sau de stejar și carpen sub-atlantice și medio-europene de Carpinion betuli, Păduri acidofile de stejar bătrân cu Quercus robur pe câmpii nisipoase, Păduri aluvionare cu Alnus glutinosa și Fraxinus excelsior (Alno-Padion, Alnion incanae, Salicion albae).
La baza desemnării sitului se află mai multe specii protejate:
- mamifere (5): liliac cu urechi mari (Myotis bechsteinii), liliac de iaz (Myotis dasycneme), liliac cărămiziu (Myotis emarginatus), liliac comun (Myotis myotis), liliacul mare cu potcoavă (Rhinolophus ferrumequinum)
- nevertebrate (2): rădașcă (Lucanus cervus), Vertigo angustior
- pești (1): boarță (Rhodeus amarus)

Pe lângă speciile protejate, pe teritoriul sitului au mai fost identificate 7 specii de plante, 19 specii de păsări, 4 specii de amfibieni, 20 de specii de mamifere, 8 specii de nevertebrate, 2 specii de reptile.